# Anne de Gloucester
Titres
Comtesse de Stafford
1390 – 4 juillet 1392
(2 ans)
Comtesse de Stafford
28 juin 1398 – 21 juillet 1403
(5 ans et 23 jours)
Anne de Gloucester, née le 30 avril 1383 et morte le 16 octobre 1438, comtesse de Northampton, est une aristocrate anglaise, appartenant à la famille des Plantagenêt.

## Famille
Elle est la fille de Thomas de Woodstock, duc de Gloucester, le dernier des enfants du roi Édouard III d'Angleterre, et d'Éléonore de Bohun, et la cousine des rois Richard II et Henri IV. Son unique frère, Humphrey, duc de Gloucester et comte de Buckingham, meurt sans héritier en 1399, le duché de Gloucester est alors rattaché à la couronne d'Angleterre.

## Mariages et descendance
Elle épouse en premières noces Thomas Stafford, 3e comte de Stafford. Le couple n'a pas d'enfant.
Le 28 juin 1398, elle se remarie avec le jeune frère de son mari décédé, Edmond Stafford, 5e comte de Stafford, dont elle a trois enfants : 
- Anne Stafford († en 1432), mariée à Edmund Mortimer, comte de March, puis à Jean Holland (1395-1447), duc d'Exeter[2].
- Humphrey Stafford (1402-1460), 1er duc de Buckingham, marié à Anne Neville, fille de Ralph Neville, comte de Westmorland[2].
- Philippa Stafford († jeune)

En 1405, Anne se marie avec William Bourchier († en 1420), comte d'Eu, dont :
- Henry Bourchier (1406-1483), comte d'Essex, marié en 1426 à Isabelle de Cambridge (1409-1484)[2]
- William Bourchier (1407-1470), baron FitzWarin[2]
- Thomas Bourchier (1411-1486), cardinal[2]
- John Bourchier (1416-1474), baron Berners[2]
- Eleanor Bourchier (1417-1474), mariée en 1424 à John de Mowbray, duc de Norfolk[2]

## Mort
Anne meurt en 1438 et est enterrée au prieuré de Llanthony (Monmouthshire).

## Source
- (en) Cet article est partiellement ou en totalité issu de l’article de Wikipédia en anglais intitulé « Anne of Gloucester » (voir la liste des auteurs).